# Forseti (dieu)
Pour les articles homonymes, voir Forseti.
Dans la mythologie nordique, Forseti est un dieu Ase, le fils de Baldr et de Nanna. Il joue un rôle peu important dans la mythologie telle que nous la connaissons. Il est le dieu de la justice et de la réconciliation. Forseti signifie « celui qui préside » en vieil islandais. Son équivalent frison est vraisemblablement le dieu Fosite.
Sa demeure, Glitnir (qui signifie « le brillant » ou « Resplendissante »), est dans les cieux. Elle a des piliers d'or rouge et un toit d'argent ; c'est là qu'il préside le tribunal et rend la justice sur tous les conflits du monde des dieux en privilégiant la médiation.

## Mentions dans les textes mythologiques
Forseti n'est mentionné qu'une seule fois dans l'Edda Poétique, à la strophe 15 du poème Grímnismál. Dans le poème, Odin décrit les demeures célestes et explique que la halle d'or et d'argent Glitnir est la résidence de Forseti qui y « apaise tout procès ».
Dans la partie Gylfaginning de l'Edda en Prose, Forseti est décrit au chapitre 32 comme le fils de Baldr et Nanna, qui habite Glitnir. L'auteur Snorri Sturluson s'est vraisemblablement inspiré de la strophe 15 du Grímnismál qu'il cite en fin de chapitre. On lit de lui et de sa halle :

« Tous ceux qui viennent lui soumettre leurs litiges s'en retournent réconciliés. C'est le meilleur tribunal qui soit parmi les dieux et les hommes. »

— Gylfaginning, chapitre 32
Dans la partie Skáldskaparmál de l'Edda en Prose, Forseti est mentionné comme l'un des douze dieux Ases présidant au banquet pour la visite d'Aegir, toutefois il n'intervient pas dans le récit. Au chapitre 5, on apprend qu'un kenning utilisé pour désigner Baldr est « Père de Forseti ».

## Étymologie
Les plus anciennes occurrences connues du mot en vieux norrois désignent le dieu, dans un sens associé à celui d’« arbitre » ou de « conciliateur ».
En islandais, forseti est utilisé dans tous les sens de « président », entre autres pour désigner le président de l'Islande. Cet usage s’est établi relativement récemment : avant le XIXe siècle, d’autres termes étaient employés. Régis Boyer voit dans le succès contemporain du mot le résultat de la popularité du mythe.

## Théories
Dans la poésie nordique, Forseti est mentionné uniquement dans le Grímnismál, qui a inspiré le chroniqueur chrétien Snorri Sturluson dans la rédaction de son Edda en Prose. Il est donc possible que les détails mentionnés par Snorri, comme sa parenté et son statut d'Ase, soient des inventions narratives de l'auteur, de même que l’interprétation de son nom dans le sens de « celui qui préside » et son statut de dieu de la justice, qui pourrait lui avoir été attribué selon une forme d’étymologie populaire.
Il a été suggéré que Forseti est une hypostase du dieu de la justice et du droit Týr.
Dans sa Vita Sancti Willebrordi (composée entre 785 et 797), Alcuin décrit qu'au début du VIIIe siècle, Saint Willibrord a visité une île entre la Frise et le Danemark, appelée Fositesland en l'honneur du dieu qui y était vénéré, Fosite. Dans sa Gesta Hammaburgensis ecclesiae pontificum (IV, 3) (composée vers 1080), Adam de Brême identifie l'île à Heligoland, toutefois les spécialistes ne sont pas convaincus. 
Compte tenu de leurs similarités lexicales, les dieux frison Fosite et nordique Forseti sont peut-être des équivalents, et des spécialistes ont suggéré le nom proto-germanique *Forsete ou *Forsite.
Un lieu-dit situé en Norvège dans le fjord d'Oslo, Forsetlund, tient probablement son nom de celui de Forseti.

## Dans la culture populaire
On retrouve le dieu dans le jeu vidéo Age of Mythology en tant que divinité secondaire de la faction scandinave.
Le groupe néofolk fondé par Andreas Ritter a été nommé Forseti en référence à ce dieu.
Forseti est le nom de l'une des armes légendaires du continent de Jugdral dans la série Fire Emblem. Initialement portée par Lewyn, le prince de Silesse, dans l'épisode Fire Emblem: Genealogy of the Holy War, elle est héritée par son fils Ced dans Fire Emblem: Thracia 776.